# Xã Garfield, Quận Ida, Iowa
Xã Garfield (tiếng Anh: Garfield Township) là một xã thuộc quận Ida, tiểu bang Iowa, Hoa Kỳ. Năm 2010, dân số của xã này là 129 người.